# 김유탁
김유탁(1925년 5월 19일~2010년 6월 27일)은 대한민국의 정치인이다. 제7·8·9·10대 국회의원을 지냈다.

## 역대 선거 결과
|  | 50.6% |

|  | 60.47% |

|  | 25.59% |

|  | 27.12% |